# Mambo (musik)
Mambo är en musikstil med kubanskt ursprung och vidareutvecklad av kubanska musiker i USA och Mexiko. Namnet kommer från kikongo ett språk som talades av afrikanska slavar på Kuba och betyder "samtal' med gudar. 
Den moderna mambon startade 1938 med sången Mambo skriven av Orestes López pianisten för Antonio Arcaños orkester. Sången var en danzón. Till musiken dansas mambo.